# Carpazi Serbi
I Carpazi Serbi (in serbo Karpatske planine) sono una parte della catena montuosa dei Carpazi e, precisamente, quella collocata in Serbia.

## Generalità
Essi sono collocati nella zona nord-orientale della Serbia e si trovano a sud del Danubio.
Non sempre vengono considerati come parte dei Carpazi; talvolta sono collegati con i Monti Balcani.

## Suddivisione
I Carpazi Serbi sono così suddivisi:
- Miroč
- Homolje mountains (Homoljske planine)
- Veliki Krš
- Mali Krš
- Deli Jovan
- Beljanica (Beljanica planina)
- Kučaj (Kučajske planine)
- Rtanj (Rtanj planina)
- Ozren
- Devica